# Kurt Kruge
Konrad Kurt Kruge (* 20. März 1857 auf Gut Auhof, Kreis Braunsberg; † 29. August 1926 in Goslar) war ein preußischer Generalleutnant.

## Leben
Im Alter von zehn Jahren trat er am 1. Mai 1867 in das Kadettenkorps in Wahlstatt ein und wechselte zum 1. Mai 1871 in die Kadettenanstalt nach Berlin. Als Portepee-Fähnrich wurde er am 23. April 1874 dem 1. Posenschen Infanterie-Regiment Nr. 18 der Preußischen Armee in Glatz überwiesen und am 12. November 1874 zum Sekondeleutnant befördert. Als solcher war er ab 1877 und in den Folgejahren für den Zeitraum vom 1. Oktober bis zum 28. Februar zur Militär-Turnanstalt abkommandiert. Ab 1878 war er dort Hilfslehrer. Nachdem Kruge 1880 zurückgekehrt war, wurde er am 16. November 1880 zur Hauptkadettenanstalt als Erzieher kommandiert. Als Lehrer für Turnen und Planzeichnen war er dort ab dem 2. April 1881 tätig. Auf Befehl vom 17. März 1883 wurde er ab dem 1. April wieder Erzieher. Mit seiner Beförderung zum Premierleutnant am 12. Juli 1884 wurde er à la suite seines Regiments gestellt. Von seiner Kommandierung zur Hauptkadettenanstalt wurde er zum 1. Mai 1885 entbunden und wieder in seinem Regiment einrangiert. Bereits am 16. September 1885 wurde er wieder als Erzieher zur Hauptkadettenanstalt kommandiert und am 11. März 1886 à la suite des Regiments gestellt und 14 Tage später in das Kadettenkorps versetzt.
In die 8. Kompanie des 4. Grossherzoglich Hessischen Infanterie-Regiments (Prinz Carl) Nr. 118 in Worms zum 1. April 1888 versetzt. Unter der Beförderung zum Hauptmann wurde Kruge am 24. März 1890 à la suite des Regiments zum Führer der 4. Kompanie an der Unteroffizierschule in Potsdam ernannt. Mit der Versetzung zum 1. Westfälischen Infanterie-Regiment Nr. 13 nach Münster wurde er am 18. August 1894 zum Chef der 12. Kompanie ernannt. Als solcher nahm er vom 27. Juli bis 7. August 1897 an einer Übungsreise des Generalstabs des VII. Armee-Korps teil.
Mit seiner Beförderung zum Major am 13. September 1899 wurde er dem Infanterie-Regiment Nr. 163 in Neumünster als Stabsoffizier und überzähliger Major aggregiert. Zum Kommandeur des III. Bataillons im Infanterie-Regiment „Graf Bose“ (1. Thüringisches) Nr. 31 in Altona ist Kruge am 18. Oktober 1900 ernannt worden. Zum ranghöchsten Offizier des Lauenburgischen Jäger-Bataillons Nr. 9 in Ratzeburg und damit dessen Kommandeur wurde Kruge am 22. April 1905 ernannt. Zum Oberstleutnant wurde er am 10. April 1906 befördert. Kruge wurde am 24. März 1909 zum Oberst befördert und am 2. April zum Kommandeur des 2. Niederschlesischen Infanterie-Regiments Nr. 47 in Posen ernannt. Der bayerische König Ludwig III., der Chef dieses Regiments war, verlieh Kruge 1911 das Ehrenkreuz des Verdienstordens vom Heiligen Michael sowie das Offizierskreuz des Militärverdienstordens. Mit dem Rang und den Gebührnissen eines Brigadekommandeurs beauftragte man Kruge dann am 22. April 1912 mit der Führung der 71. Infanterie-Brigade in Danzig. Unter der Beförderung zum Generalmajor wurde er am 2. Mai 1912 deren etatmäßiger Kommandeur.
Mit der Mobilmachung anlässlich des Ausbruchs des Ersten Weltkriegs wurde ihm das Kommando der 36. Reserve-Division übertragen, die bei der 8. Armee unter Prittwitz und Gaffron an der Ostfront zum Einsatz kam. Kruge kommandierte seinen Großverband in den Schlachten bei Gawaiten-Gumbinnen, Tannenberg, an den Masurischen Seen und bei Göritten. Bis zum 14. September 1914 hatte man ihn für seine Leistungen mit beiden Klassen des Eisernen Kreuzes ausgezeichnet. Kruge nahm Insterburg ein und war am Stellungskrieg von Wirballen beteiligt, bevor seine Division am 9. November 1914 zur 9. Armee unter Mackensen kam. Er kommandierte seine Division in den Schlachten bei Włocławek, Łódź, Łowicz-Sanniki, Humin und Wola Szydłowiecka.
Seine Division wurde am 15. Februar 1915 der Armeegruppe „Gallwitz“ unterstellt und war in den Stellungskämpfen bei Ślubowo, nördlich von Przasnysz und bei Jednorożec. Der Gruppe „Lauenstein“ seit dem 2. Mai unterstellt, nahm sie an den Kämpfen um Rossienie teil, bevor es nach Litauen und Kurland vorstieß. Mitte Mai 1915 wurde seine Division Teil der Njemenarmee Kruge, der am 18. Juni 1915 zum Generalleutnant befördert worden war, nahm mit seiner Division an den Schlachten um Schaulen, Schimanzy-Ponedei und Dünaburg teil. Während der letztgenannten wurde seine Division ab dem 1. November der Armeeabteilung „Scholtz“ unterstellt. Nach vier Wochen kam der Großverband wieder zur Njemenarmee, die ab dem 30. Dezember 1915 wieder die 8. Armee werden sollte. Es folgten die Schlacht in Kekkau sowie Stellungskämpfe vor Riga. Der Südarmee wurde seine Division ab dem 18. September 1915 zugeteilt und kämpfte am Ende der Brussilow-Offensive in der Schlacht bei Brzezany und der Dritten Schlacht zwischen Narajowka und Zlota Lipa.
Am 22. Dezember 1916 wurde Kruge zum Kommandeur der in der Heeresgruppe Linsingen kämpfenden 22. Infanterie-Division ernannt. Mit ihr kämpfte er in den Stellungskämpfen am oberen Styr zum Stochod, östlich Zloczóws, in der Durchbruchsschlacht in Ostgalizien und den Stellungskämpfen am Sereth.
Unter Verleihung des Sterns zum Roten Adlerorden II. Klasse mit Eichenlaub und Schwertern wurde Kruge am 25. August 1917 zum Gouverneur von Köln ernannt. In Genehmigung seines Abschiedsgesuches stellte man ihn am 24. November 1917 mit der gesetzlichen Pension zur Disposition.
Seinen Lebensabend verbrachte Kruge in Goslar, wo er am 29. August 1926 verstarb.
Sein einziger Sohn, ein Leutnant im Jäger-Regiment zu Pferde Nr. 1, fiel bereits zu Beginn des Krieges am 21. September 1914 im Gefecht bei Sieradz.

## Schriften
- Beitrag zum Unterricht über Verhaftungen und Waffengebrauch. 1908.